# Kosiorki (przystanek kolejowy)
Kosiorki – przystanek kolejowy w Borkach-Kosiorkach, w województwie mazowieckim, w Polsce. Znajdują się tu 2 perony.

## Ruch pasażerski[2]
| Rok  | Wymiana pasażerska na dobę |
| ---- | -------------------------- |
| 2017 | 20-49                      |
| 2018 | 20-49                      |
| 2019 | 20-49                      |
| 2020 | 10-19                      |
| 2021 | 20-49                      |
| 2022 | 50-99                      |
| 2023 | 50-99                      |

## Połączenia
- Łuków
- Siedlce
- Warszawa Zachodnia (3 kursy)